# Wantilan
Wantilan is een bestuurslaag in het regentschap Subang van de provincie West-Java, Indonesië. Wantilan telt 9695 inwoners (volkstelling 2010).